# بابواسيا
بابواسيا هي المنطقة النباتية في جنوب غرب المحيط الهادي. وتضم الكيانات السياسية التالية:
- جزر آرو وبابوا الغربية في شرق اندونيسيا
- بابوا غينيا الجديدة
- جزر سليمان (باستثناء سانتا كروز جزر)[1]

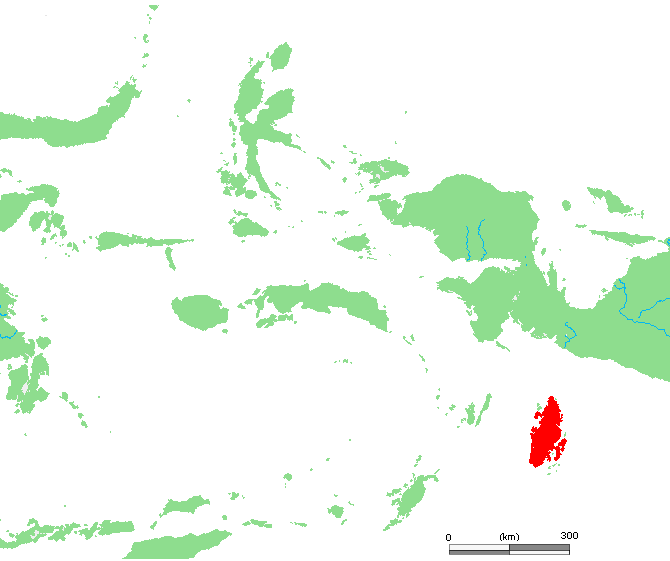
جزر آرو (الأحمر)
بابوا الغربية (الأحمر)
بابوا غينيا الجديدة (الأحمر)
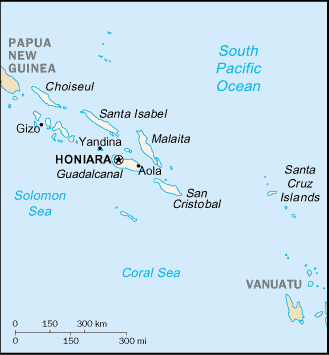
جزر سليمان